# Dob, Škofiče
Dob (nemško Aich) je naselje v Občini Škofiče v Okraju Celovec-dežela na Koroškem v Avstriji.